# Jeongsun
Jeongsun (Koreanska: 정순왕후 김씨), född 1745, död 11 februari 1805 i Changdeokgung, var en koreansk drottning och regent. Hon var gift med kung Yeongjo (1724–1776), och regent som förmyndare för sin styvsons sonson kung Sunjo av Korea (1790–1834) från 1800 till 1805.

## Biografi
Jeongsun var dotter till adelsmannen Kim Han-Gu och Wonpung av Wonju Won-klanen.

### Drottning
Jeongsun blev vid 15 års ålder gift med den 66-årige kungen i Changgyeong-palatset år 1759. Äktenskapet arrangerades för att förse hovet med en drottning, då den förra drottningen hade avlidit och lagen förhindrade kungen att göra en av sina konkubiner till drottning.
Genom sin personliga mognad och verbala begåvning blev hon omtalad som intelligent. Hon beskrivs också som viljestark och exempel noterades på hur hon hävdade sig mot kungen snarare än underkastade sig, som var den vanliga rollen. Kungaparet hade en god relation, men fick inga barn. Hennes styvson kronprins Sado avled 1762, och hennes styvsonson Jeongjo blev kronprins.

### Änkedrottning
År 1777 avled hennes make och efterträddes av hennes styvson kung Jeongjo. Hon och hennes styvsonson hade ett spänt förhållande som ibland utmynnade i konflikt. Orsaken är okänd men föreslås ha berott på att kungen förvisat hennes bror till Heuksan sedan han varit inblandad i målet mot kungens morfar Hong Bong-han under hennes makes regeringstid.

### Regeringstid
Jeongsuns styvson avled 1800, och efterträddes av hennes styvsonsons son, Sunjo. Eftersom Sunjo bara var tio år, behövdes en förmyndarregent. Jeongsun var i egenskap av kungens farfarsfars änka kungahusets seniora medlem och fick därför uppdraget. Hon var den första kvinnliga regenten i Korea sedan Insun tvåhundra år tidigare.
Jeongsun bröt mot den rådande policyn genom att gynna Noron Byeokpa-partiet och förfölja katoliker och Soronsekterna. Hon var som regent ytterst ansvarig för förföljelserna av katolikerna i Korea år 1801. Hon avrättade sin styvsonson prins Eun Eon-gun och änkekronprinsessan Hyegyeongs bror Hong Nak-im.  Hon gynnade Noron Bukpa-fraktionen och anställde flera ämbetsmän av denna fraktion, däribland Kim Gwan-ju och Kim Yong-ju. År 1802 arrangerade hon äktenskapet mellan den tolvåriga kungen och Sunwon. Den 9 februari 1804 avskedades de flesta av hennes ämbetsmän av den nya drottningens far Kim Jo-sun, vilket i praktiken avslutade hennes regentskap.